# 羊毛硫氨酸
羊毛硫氨酸（英語：Lanthionine，缩写LAN）是一种非蛋白质氨基酸，化学式为	C6H12N2O4S。其在生物体内常由半胱氨酸残基与脱水丝氨酸残基结合得到。

## 历史
羊毛硫氨酸于1941年首次从碳酸钠处理过的羊毛中分离得到，并发现其为一种含硫氨基酸，于是根据羊毛拉丁语“Lana”和硫希腊语“theîon”命名为“lanthionine”。羊毛硫氨酸的首次人工制备是利用3-氯丙氨酸与半胱氨酸发生烷基化反应实现。

## 分布
羊毛硫氨酸在自然界中广泛存在，人们已在毛发、乳白蛋白以及羽毛中得到了羊毛硫氨酸。在细菌细胞壁以及一些微生物基因编码产生的肽类抗生素中也发现了羊毛硫氨酸。这类抗生素被称为羊毛硫抗生素（lantibiotics），如食品防腐剂乳酸链球菌素、枯草菌素、表皮素（用于杀灭葡萄球菌和链球菌）、阿肽加定、以及血管紧张肽转化酶抑制肽（ancovenin）等。

## 制备
现已报道了多种羊毛硫氨酸合成方法，如丝氨酸硫化法、丝氨酸β-内酯开环法、脱氢丙氨酸与丝氨酸杂共轭加成法等。然而在羊毛硫抗生素的全合成中，只采纳了第一种方法。
生物合成含有羊毛硫氨酸桥接的肽类产物有多种途径，例如，乳酸链球菌合成乳酸链球菌素中的羊毛硫氨酸的过程中，用到了专门的脱水酶 (NisB) 和环化酶 (NisC)。